# 沼袋
沼袋（ぬまぶくろ）は、東京都中野区の地名。現行行政地名は沼袋一丁目から沼袋四丁目。住居表示実施済区域。

## 地理
中野区の北部に位置する。東部と南部は妙正寺川を境に東部は中野区松が丘と、南部は中野区新井に接する。西部は中野区野方に接する。北部は新青梅街道を境に中野区江古田に接する。主に住宅地として利用されている。町域内に西武新宿線沼袋駅が置かれている。新青梅街道沿いなどにバス路線が設定されている。

## 歴史
『鎌倉大草紙』には、1478年（文明8年）に太田道灌、上杉朝昌、千葉自胤以下が江古田原沼袋に馳せ向かったと記録されている（江古田・沼袋原の戦い）。江戸期には上沼袋村と下沼袋村に分村されていた。

## 世帯数と人口
2023年（令和5年）1月1日現在（東京都発表）の世帯数と人口は以下の通りである。
| 丁目       | 世帯数    | 人口     |
| ---------- | --------- | -------- |
| 沼袋一丁目 | 2,302世帯 | 3,351人  |
| 沼袋二丁目 | 2,295世帯 | 3,531人  |
| 沼袋三丁目 | 2,053世帯 | 3,094人  |
| 沼袋四丁目 | 2,143世帯 | 3,428人  |
| 計         | 8,793世帯 | 13,404人 |

### 人口の変遷
国勢調査による人口の推移。
| 年                 | 人口   |
| ------------------ | ------ |
| 1995年（平成7年）  | 14,046 |
| 2000年（平成12年） | 14,103 |
| 2005年（平成17年） | 13,360 |
| 2010年（平成22年） | 13,625 |
| 2015年（平成27年） | 13,506 |
| 2020年（令和2年）  | 14,001 |

### 世帯数の変遷
国勢調査による世帯数の推移。
| 年                 | 世帯数 |
| ------------------ | ------ |
| 1995年（平成7年）  | 7,283  |
| 2000年（平成12年） | 7,702  |
| 2005年（平成17年） | 7,541  |
| 2010年（平成22年） | 8,199  |
| 2015年（平成27年） | 8,314  |
| 2020年（令和2年）  | 8,778  |

## 学区
区立小・中学校に通う場合、学区は以下の通りとなる（2024年4月現在）。
| 丁目       | 番地     | 小学校                 | 中学校             |
| ---------- | -------- | ---------------------- | ------------------ |
| 沼袋一丁目 | 1〜14番  | 中野区立令和小学校     | 中野区立第五中学校 |
| 沼袋一丁目 | 15〜45番 | 中野区立江古田小学校   | 中野区立第七中学校 |
| 沼袋二丁目 | 全域     | 中野区立江古田小学校   | 中野区立第七中学校 |
| 沼袋三丁目 | 1〜25番  | 中野区立平和の森小学校 | 中野区立緑野中学校 |
| 沼袋三丁目 | 26〜34番 | 中野区立緑野小学校     | 中野区立緑野中学校 |
| 沼袋四丁目 | 全域     | 中野区立緑野小学校     | 中野区立緑野中学校 |

## 交通

### 鉄道
| 街区内に設置の駅           | バス移動等で利用可能の駅                                                      |
| -------------------------- | ----------------------------------------------------------------------------- |
| 西武新宿線 - 沼袋駅(SS 06) | JR中央線 JR中央・総武線各駅停車 東京メトロ東西線 - 中野駅(JC 06)(JB 07)(T 01) |

※沼袋駅は優等列車待避可能な通過線を持った配線の駅。2020年の時点で西武新宿線地下化工事を実施し、将来的には地下駅となる予定。
※駅周辺が狭隘（きょうあい）であるため、沼袋駅前からは中野方面バスのみ利用可能。逆方向練馬駅方面の利用は隣接する松が丘を走る中野通り運行のバスを利用となる。

## 事業所
2021年（令和3年）現在の経済センサス調査による事業所数と従業員数は以下の通りである。
| 丁目       | 事業所数  | 従業員数 |
| ---------- | --------- | -------- |
| 沼袋一丁目 | 127事業所 | 862人    |
| 沼袋二丁目 | 122事業所 | 703人    |
| 沼袋三丁目 | 71事業所  | 389人    |
| 沼袋四丁目 | 100事業所 | 603人    |
| 計         | 420事業所 | 2,557人  |

### 事業者数の変遷
経済センサスによる事業所数の推移。
| 年                 | 事業者数 |
| ------------------ | -------- |
| 2016年（平成28年） | 481      |
| 2021年（令和3年）  | 420      |

### 従業員数の変遷
経済センサスによる従業員数の推移。
| 年                 | 従業員数 |
| ------------------ | -------- |
| 2016年（平成28年） | 2,862    |
| 2021年（令和3年）  | 2,557    |

## 施設
- 明治寺
- 実相院
- 禅定院
- 久成寺
- 貞源寺
- 正法寺
- 氷川神社
- 沼袋西児童館
- 榊原電機
- 西武沼袋医院
- ルカ病院
- 沼袋保育園
- 沼袋幼稚園

## 出身・ゆかりのある人物
- 林寿夫（官僚）

岡山県人で、沼袋に居住していた。

## その他

### 日本郵便
- 郵便番号 : 165-0025[3]（集配局 : 中野北郵便局[14]）。